# 2-Éthylhexan-1-ol
Le 2-éthylhexanol est un alcool gras, un composé organique utilisé dans la fabrication d'une variété de produits. Il fait partie des alcools de synthèse les plus importants : on en produit deux millions de tonnes par an dans le monde. Il se présente sous la forme d'un liquide clair et incolore qui est pratiquement insoluble dans l'eau, mais facilement soluble dans la plupart des solvants organiques.
Le 2-éthylhexanol peut facilement être converti en esters qui ont une variété d'usages. L'utilisation la plus répandue est la fabrication du diester phtalate de bis(2-éthylhexyle) (DEHP), un plastifiant. Parce que c'est un alcool gras, les esters du 2-éthylhexanol tendent à avoir des propriétés émollientes. L'octocrylène, un filtre ultraviolet, contient un ester 2-éthylhexyle à cet effet. Il est également utilisé comme solvant peu volatil.
La molécule de 2-éthylhexanol est chirale car l'atome de carbone C2 portant le radical éthyle est asymétrique. Le 2-éthylhexanol se présente sous la forme de deux énantiomères R et S.
À noter que le terme « isooctanol » n'est pas un synonyme du 2-éthylhexanol dans tous les systèmes de nomenclature chimique. D'après le Chemical Abstracts Service, l'isooctanol (numéro CAS 26952-21-6) renvoie à un isomère de l'octanol, le 6-méthylheptan-1-ol.
Le 2-éthylhexanol et l'eau forment un azéotrope dont le point d'ébullition est de 99,1 °C et est composé à 80 % en masse d'eau.